# Kafr Ibbisz
Kafr Ibbisz (arab. كفر إيبش) – wieś w Syrii, w muhafazie Aleppo, w dystrykcie Dżabal Siman. W 2004 roku liczyła 248 mieszkańców.